# Paul Holmgren
Paul Howard Holmgren (* 2. Dezember 1955 in Saint Paul, Minnesota) ist ein ehemaliger US-amerikanischer Eishockeystürmer. Von 2006 bis 2014 war er General Manager der Philadelphia Flyers in der National Hockey League.

## Karriere als Spieler
Holmgren wurde im WHA Amateur Draft 1974 als insgesamt 38. Spieler von den Edmonton Oilers gewählt. Da die WHA-Rechte an dem Spieler an die Minnesota Fighting Saints abgegeben wurden, spielte er jedoch nie für Edmonton. Während des NHL Amateur Draft 1975 wählten in die Philadelphia Flyers als insgesamt 108. Spieler aus. In der Saison 1975/76 startete Holmgren seine Karriere als professioneller Eishockeyspieler bei den Fighting Saints, jedoch wurde das Team am 27. Februar 1976 aufgelöst. Kurz darauf unterschrieb er bei den Flyers und einen Monat später gab er sein Debüt in der National Hockey League. In seiner ersten Saison verletzte sich Holmgren bei einem Spiel für das AHL-Farmteam der Flyers, die Richmond Robins, schwer. Die Cornea eines seiner Augen wurde verletzt, so dass er unmittelbar darauf in ein Bostoner Krankenhaus gebracht wurde. Aufgrund einer allergischen Reaktion gegen die Betäubung wäre der Flügelspieler fast gestorben.
Auch die folgenden acht Jahre verbrachte Holmgren im Kader der Flyers. In Spiel 2 des Playoffs-Finals der Saison 1979/80 gelang ihm als ersten in den Vereinigten Staaten geborenem Spieler überhaupt ein Hattrick in einem NHL-Finalspiel. In der darauffolgenden Spielzeit wurde er zum ersten und einzigen Mal für ein NHL All-Star Game nominiert. Zur Mitte der Saison 1983/84 wurde Holmgren an die Minnesota North Stars abgegeben.

## Karriere als Trainer und Manager
Holmgren stieg unmittelbar nach seinem Karriereende als Spieler in das Trainergeschäft ein und wurde Assistenztrainer seines Ex-Teams Philadelphia Flyers unter Mike Keenan. Nachdem Keenan am Ende der Saison 1987/88 entlassen worden war, erhielt Holmgren als erster ehemaliger Spieler die Möglichkeit die Flyers zu betreuen. In Holmgrens erster Saison musste sich sein Team erst in den Finalspielen der Prince of Wales Conference in sechs Spielen den Montréal Canadiens geschlagen geben. Nach zwei enttäuschenden Spielzeiten, in denen die Playoffs verpasst wurden, entließen ihn die Flyers in der Mitte seiner vierten Spielzeit als Cheftrainer. In den Jahren 1992 bis 1996 war Holmgren vier Jahre lang bei den Hartford Whalers als Cheftrainer und Interims-General Manager tätig.
Im Laufe der Saison 1995/96 kehrte Holmgren als Direktor der Scouting-Abteilung zu den Philadelphia Flyers zurück. Nach der Saison 1996/97 wurde Holmgren zum Sportdirektor der Flyers ernannt. Ab der Spielzeit 1998/99 assistierte er dem amtierenden General Manager Bobby Clarke bis zu dessen Rücktritt während des Spieljahres 2006/07. Anschließend erhielt Holmgren dessen Position, die er bis Juni 2014 fortführte, ehe er von Ron Hextall abgelöst wurde.

## Erfolge und Auszeichnungen
- 1981 Teilnahme am NHL All-Star Game
- 2014 Lester Patrick Trophy
- 2021 Aufnahme in die United States Hockey Hall of Fame

## Rekorde
- 1980 – Holmgren erzielte als erster Spieler, der in den USA geboren wurde, einen Hattrick in einem Finalspiel des Stanley Cup